# Parada (película)
Parada (en serbio: Парада / Parada) es una película serbia escrita y dirigida por Srđan Dragojević que se estrenó el 31 de octubre de 2011. Esta tragicomedia trata sobre los derechos de los homosexuales en Serbia, y contiene secuencias rodadas durante la marcha del orgullo de Belgrado de 2010.
A pesar de su polémico argumento Parada consiguió vender 350.000 localidades en los cines serbios en las 11 primeras semanas de exhibición, 150.000 en Croacia (en 8 semanas), 25.000 en Eslovenia, 40.000 en Bosnia-Herzegovina y 20.000 en Montenegro.

## Argumento
La película presenta a un grupo de activistas gais que intentan organizar una marcha de orgullo en Belgrado. Entre ellos destaca Mirko Dedijer, un luchador director de teatro que se gana la vida principalmente organizando ceremonias de boda horteras. Planificar una manifestación de este tipo en Serbia no era una tarea fácil, como quedó demostrado en la realidad en los actos de violencia que se produjeron en la tentativa de 2001, y una década después la situación no estaba mucho mejor. Los grupos nacionalistas y derechistas suponen una amenaza para los participantes, pero a pesar de las repetidas solicitudes de Mirko la policía rechaza proteger la marcha. En cambio Radmilo, el novio de Mirko, es un veterinario, con mucha pluma, que no se involucra tanto en las reivindicaciones políticas y se conforma con vivir sin llamar la atención. Aunque la pareja trata de vivir discretamente sufren con frecuencia episodios de discriminación y acoso de la mayoría homófoba.
En paralelo se presenta a Miško Drašković alias Limun, un divorciado veterano de la guerras yugoslavas. Limun alterna las actividades de regentar un club de judo y una agencia de guardaespaldas (cuya clientela está compuesta principalmente por nuevos ricos de dudosa reputación y cantantes de turbo-folk), y está implicado en varias actividades delictivas. Limun sale con Biserka, una chica tonta y exuberante mucho más joven que él que trabaja en un salón de belleza. Además tiene un hijo de su anterior matrimonio, Vuk, que trabaja en un taller de reparación de coches y es miembro de un grupo bonehead derechista que a menudo protagoniza actos de violencia contra los gais.
El camino de ambas parejas se cruzan cuando Radmilo salva la vida del amado pit bull de Limun, que había sido herido en un tiroteo desde un coche que sirve de aviso a su dueño. Biserka y Mirko son presentados para que este organice la boda de ella y Limun. El encuentro entre ambas parejas resulta un desastre que determina a Mirko, que ya tenía un visado de inmigrante para Canadá, a dejar el país para siempre.
Al ver su relación en peligro Radmilo recurre a medidas desesperadas para evitar que su pareja se vaya. Propone contratar a la agencia de guardaespaldas de Limun para que protejan la marcha del orgullo de Belgrado. A cambio Mirko organizaría la boda de Limun y Biserka. Limun acepta a regañadientes, pero sus empleados rechazan proteger a los homosexuales. Puesto en un aprieto, a Limun se le ocurre la posibilidad de contratar a sus antiguos enemigos de las guerras yugoslavas. Y para ello Limun y Radmilo emprenden un viaje de reclutamiento por toda la antigua Yugoslavia, y consiguen contratar para la misión a: Roko, un veterano croata de 45 años que ahora regenta un bar, Halil (40 años) veterano bosnio que lleva un videoclub, y Azem (45), un albano de Kosovo que se gana la vida vendiendo drogas, principalmente a las tropas de EE. UU. estacionadas allí.

## Reparto
- Nikola Kojo - Limun
- Miloš Samolov - Radmilo
- Hristina Popović - Biserka, novia de Limun.
- Goran Jevtić - Mirko, pareja de Radmilo.
- Goran Navojec - Roko
- Dejan Aćimović - Halil
- Toni Mihajlovski - Azem
- Nataša Marković - Lenka
- Mladen Andrejević - Djordje
- Relja Popović - Vuk, hijo del anterior matrimonio de Limun.
- Radoslav Milenković - Kecman, inspector de policía corrupto.
- Mira Stupica - abuelita Olga.
- Marko Nikolić - Bogdan
- Anita Mančić - Tamara, exesposa de Limun.
- Branimir Popović - Zvonce

## Producción
Según Dragojević, su director y guionista, la idea de la película se concibió durante el verano de 2001 mientras veía una secuencia de violencia en el intento de realizar una marcha del orgullo gay en Belgrado. Escribió el primer borrador del guion de Parada en 2004 y lo retomó en 2007 tras fallar la financiación de su otro proyecto de película titulado 1999. En aquel periodo experimentó con versiones del guion situadas en distintos tipos de géneros, pero finalmente decidió por la comedia políticamente incorrecta era el más adecuado para esta historia. Escribió la versión definitiva del guion en unas tres semanas durante sus vacaciones de verano de 2008 en la isla de Mljet.
En otoño de 2009 Dragojević estaba listo para rodar, planeando filmar escenas de la marcha del orgullo que se realizaría el 20 de septiembre de 2009 en Belgrado, pero que finalmente se cancelaron por los riesgos de seguridad. El rodaje realmente empezó un año después, en la marcha de 2010, y siguió a finales de marzo de 2011 en localizaciones de Croacia (Pag, Rab y Obrovac) y Macedonia del Norte (Bitola).
Según uno de sus productores Biljana Prvanović, Parada costó 1,3 millones de euros y recibió subvenciones del fondo del Consejo de Europa Eurimages, el Centro Audiovisual Croata (HAVC), el ministerio de cultura Serbia, Eslovenia y Macedonia del Norte, y las embajadas en Belgrado de Alemania, Holanda y Francia de cultura, además de las empresas serbias Dunav Osiguranje, Prva Srpska Televizija y Serbia Broadband. Dragojević se quejó en varias entrevistas que más de cien empresas de Serbia rechazaron subvencionarla porque no quisieron que se les asociara con un proyecto de temática gay.
En la lista de productores de la película aparecen: Biljana Prvanović de Delirium Films de Serbia, Igor Nola del Centro Audiovisual Croata (HAVC), Eva Rohrman de Forum Film de Eslovenia, Vladimir Anastasov de Sektor Film de Macedonia del Norte y Mike Downey de Film and Music Entertainment (F&ME) de Reino Unido.

### Declaración del director
A finales de la década de 1970, un pequeño parque junto al Hotel Moskva en el centro de Belgrado era nuestro lugar de encuentro, un grupo de unos veinte fans del punk. El mismo parque también era el lugar de encuentro de los homosexuales. No lejos de nosotros estos padres de familia pulcramente trajeados y con impecables biografías socialistas buscaban pareja. Además de compartir el mismo lugar, teníamos una cosa más en común - ambos grupos éramos el objetivo del acoso continuo de los jóvenes de aspecto "normal" y biempensantes. No podían soportar vernos con nuestros imperdibles, los pelos teñidos y la ropa raída, al igual que no soportaban al otro grupo solo por su orientación sexual diferente.

En las siguientes décadas Belgrado ha visto atuendos mucho más raros que nuestra tonta forma de vestir que no era más que una rebelión contra la vida socialista. Nadie es acosado ya por la ropa que lleva ni por la música que escucha. Pero incluso hoy, en la Serbia de 2011, estos jóvenes de aspecto "normal" dan palizas a los hombres y mujeres de orientación sexual diferente no solo en los parques sino también en las calles de Belgrado.

Tras la caída del régimen de Milošević, creíamos que las minorías sexuales conseguirían finalmente sus derechos y dignidad. En 2001 incluso hubo un intento de organizar la primera marcha del orgullo de la historia en Serbia. El intento terminó con derramamiento de sangre - unos treinta activistas gais fueron brutalmente golpeados por hooligans y neonazis mientras la policía se quedaba quieta sin hacer nada para parar la masacre. Las imágenes de este apaleamiento salvaje circularon por todo el mundo y destrozó la esperanza en la joven democracia serbia, y la Unión Europea canceló 50 millones de euros de ayuda financiera a Serbia. Una década después nada ha mejorado en este asunto.

Al contrario – con un "poco de ayuda" de la iglesia ortodoxa, un amplio espectro de políticos cuasidemócratas en el poder y la desesperación y frustración de la masa inducida por la brutal y salvaje transición socio-económica del modelo de cooperativista socialista-comunista a la economía capitalista de libre mercado – las cosas nunca han ido peor para el frente de los derechos humanos, especialmente de los derechos LGBT. Para mi, el proceso de tres años para terminar esta película fue más que hacer una película corriente. Enfrentado a las amenazas de organizaciones nacionalistas y neonazis, rodando casi en secreto, con una constante falta de dinero, siempre tuve en mente que hacer Parada era un deber ciudadano para mi.

Ahora, cuando la película está acabada, creo incluso más que a Serbia le hace mucha falta esta historia en 2011, y creo que más que hace una década; mi país necesitaba una película que hablara de la guerra y la culpabilidad en voces diferentes a la línea oficial. El resultado fue Lepa sela lepo gore y dos años más tarde Rane, con una taquilla de 1,5 millones de personas en todo el mundo. Estas dos películas fueron las primeras en abrir el debate sobre la guerra y la responsabilidad de los conflictos violentos en la ex-Yugoslavia.

Creo firmemente que Parada tendrá un efecto similar en la nación serbia. Pondrán el grito en el cielo pero irán a verla. Y cuando la vean – quizá pensarán y reconsiderarán sus prejuicios y sus estereotipos sobre aquellos que solo son culpables de ser diferentes. Estaba rodando el final de Parada durante el último Orgullo en Belgrado, el primer Orgullo con éxito de la historia de Serbia. El único éxito fue que los participantes siguieron vivos. Quinientos seis policías protegían a menos de mil activistas homosexuales y simpatizantes contra setecientos hooligans y neonazis. El resultado fue de 300 policías y hooligans heridos y el destrozo del centro de Belgrado. Tengo la certeza de que Parada ayudará a que podamos disfrutar con alegría del Orgullo en Belgrado en años venideros. Algunas veces el arte puede funcionar en ese sentido...

## Estreno y taquilla

### Estreno en cines
Tras el pase de prensa el 28 de octubre de 2011, Parada se presentó en el centro de congresos del estreno de Belgrado Sava Centar el lunes 31 de octubre y en los cines serbios desde el 1 de noviembre. Se estrenó en Novi Sad el 1 de noviembre y en Niš el 18 de noviembre. En Montenegro se estrenó en Podgorica el 16 de noviembre. A finales de enero de 2012, el ministerio de educación y ciencia de Serbia (encabezados por el ministro Žarko Obradović y viceministro Zoran Kostić, ambos del Partido Socialista de Serbia (SPS)) anunciaron que se harían pases gratis de Parada para los directores y maestros de las escuelas de primaria y secundaria, recomendando especialmente la película por ser una obra que promovía la tolerancia. La idea de organizar pases gratis para directores y profesores de colegios partió del director Dragojević (el gasto fue asumido por el distribuidor de la película y los dueños de los cines) y dejó a su criterio si querían llevar a sus alumnos al cine, a un precio reducido, como parte de la educación general sobre homosexualidad. Dragojević organizó con los dueños de los cines los pases gratis para directores y maestros porque según Zoran Cvetanović, el propietario de los cines Art vista "el potencial de la cantidad de adolescentes viendo la película, incluso a precio reducido, incrementaría el negocio para nosotros, especialmente porque ese sector demográfico estaría ausente durante la distribución comercial en cines de Parada'". Algunos, como el Miodrag Sokić, el presidente del gymnasia forum de Belgrado, criticó el hecho de que el ministro decidiera apoyar un proyecto comercial: "En los últimos cuatro años (desde que la coalición gobernante está en el poder) ninguna otra película ha sido recomendada por el ministerio de esta manera. Apoyar a una película, incluso como una actividad extracurricular, es una intromisión en el currículum escolar que es una cosa seria. No culpo al director de la película Dragojevic, pero realmente me cuesta entender la recomendación del ministerio".
El estreno en una de las entidades de Bosnia, la República Srpska, se realizó el 7 de noviembre en Bijeljina y el 10 de diciembre en Banja Luka.
En Croacia se estrenó en diciembre - 12 de diciembre en Zagreb, 13 en Rijeka y 14 en Split. Se discutió si la película se exhibiría con subtítulos en Croacia, pero el distribuidor se negó a ello. Al igual que en Serbia el público acudió en cantidad considerable a los cines. En su primer día de estreno en el país en 7 cines de toda Croacia, 1.5000 personas habían visto Parada, lo que según los distribuidores locales es una cantidad a la par con los grandes estrenos de Hollywood. Inicialmente se preveía vender más de 60.000 localidades en el país lo que suponía más que todas las películas de Croacia de un año juntas, Parada terminó vendiendo más de 150.000 localidades lo que superaba a la película de 2005 Što je muškarac bez brkova? que había sido la película croata más vista de todos los tiempos (la primera es Kako je počeo rat na mom otoku con más de 200.000). A mediados de marzo la película fue rechazada por el cine Visia de Dubrovnik que está dirigido por la diócesis católica local. Como este cine es el único en funcionamiento en toda la ciudad Parada fue vetada efectivamente de la ciudad de Dubrovnik. Mate Uzinić, el obispo de Dubrovnik, explicó la decisión dando dos razones para el rechazo de Parada - la primera que promovía el pecado y el estilo de vida homosexual, y la segunda que "presenta una visión de la guerra de Croacia que la diócesis de Dubrovnik no puede dejar atrás".
En Macedonia del Norte, el estreno se realizó en Skopie, el 16 de diciembre, seguido por Bitola, el 17. En Eslovenia se estrenó en Liubliana, el 20 de diciembre. A principios de marzo de 2012, la película obtuvo el 'lazo de oro' en Eslovenia al conseguir vender 25.000 localidades en los cines del país. Solo las producciones eslovenas o coproducidas por Eslovenia pueden ganar este galardón, y la última en haberlo conseguido había sido En tierra de nadie en 2011.
El 25 de enero empezó su exhibición en los cines del resto de entidades de Bosnia, en la Federación de Bosnia y Herzegovina, aunque allí no se realizó ninguna ceremonia de estreno. La película pronto alcanzó una taquilla de 18.000 localidades.
El 2 de marzo la película se mostró en los cines de Austria, tras el estreno en el UCI Kinowelt Millennium City multiplex de Viena.

### Festivales y premios
La película se exhibió en la Berlinale de 2012 en la sección Panorama como la única película de la antigua Yugoslavia de las veinte que solicitaron presentarse al festival. En el festival los productores de la película contrataron la distribución de la cinta en el mercado francés con Dulac Distribution y la distribución en el mercado búlgaro. La película se estrenó en Berlín el 13 de febrero de 2012, y tuvo dos pases más para la prensa. Parada consiguió el premio del público de la sección Panorama al recibir 23.500 votos. Además ganó el premio de los lectores de Siegessäule (una revista LGBT alemana) y una mención especial del jurado ecuménico (que representaba a las organizaciones de cine de las iglesias protestantes y católica - Interfilm and Signis).

### Taquilla
Los últimos cómputos de taquilla, del 1 de abril de 2012 son:
Serbia / Montenegro / República Srpska - 336.857
Federación Bosnia - 23.000
Croacia - 163.227
Macedonia del Norte - 11.000

## Estreno en DVD
El estreno en DVD está programado para la 3ª semana de abril. Contiene la versión completa de la película estrenada en los cines, el tráiler serbio e internacional y extras - un documental de una hora sobre como se realizó la película donde aparecen Srdjan Dragojevic, Goran Jevtic, Nikola Kojo y Milos Samolov. Además tiene comentarios de audio de Srdjan Dragojevic, Nikola Kojo y Milos Samolov.

## Reacciones
El periódico Branko Rosić dio a la película una favorable acogida, comparando sus «hilarantes diálogos» a las mejores obras de Dragojević, como Lepa sela lepo gore y Rane.
El columnista de Danas y conocido novelista serbio Svetislav Basara escribió sobre Parada en su columna regular, elogiando su forma de narrativa y elogiando sus virtudes.
Otro escritor serbio, Marko Vidojković, dedicó una de sus columnas en Kurir a la película, describiendo la experiencia de ver Parada en un multicine de Belgrado. Como en ese momento la película todavía estaba en cartel y aproximadamente llevaba vendidas 200.000 localidades solo en Serbia, Vidojković alabó a Dragojević por «organizar de hecho la mayor marcha del orgullo de los Balcanes a la manera de Malcolm McLaren».
Las ideas de la película y su director también han despertado la reacción de los medios minoritarios y alternativos serbios. Ajla Terzić del portal de ultraizquierda Peščanik se refiere a Parada como el equivalente cinematográfico de kavurma, un plato barato de pescado lleno de colesterol que es «consumido por las masas incultas y con pocos ingresos porque es asequible, sin tener en cuenta sus horrendos efectos nutricionales». Božidar Maslać del portal de centro derecha NSPM se concentró en el cartel de la película en su noticia, afirmando que es una «copia del logo del zoo de Belgrado» y la consideran otro plagio en la carrera cinematográfica de Dragojević. Jelena Đurović (del ultraizquierdista Agitpop) asume que Parada es una prolongación de su enamoramiento con Srđan Dragojević, que la crítico inicia a comienzos de los 1990, cuando Dragojević aparece por primera vez en la escena pública serbia, y que fue seguido de una larga lista de decepciones con él, por no entender los aspectos políticos, ideológicos y sociológicos de las elecciones de su carrera y películas. Sin embargo a Đurović le gusta las ideas de Parada y propone volver a empezar con Dragojević.
El vicepresidente de la República Srpska Emil Vlajki escribió un artículo sobre Parada en el diario Fokus, opinando que es otra herramienta de «genocidio mental» patrocinada por EE. UU. y tacha a Dragojević como «un director con talento que ha vendido su alma al demonio por un puñado de dólares».
Tras el estreno del 12 de diciembre en Zagreb, Parada tuvo una crítica positiva de Milena Zajović en Večernji list, Al igual que tras su estreno en Split en Slobodna Dalmacija por parte de Marko Njegić.
El novelista croata Ante Tomić escribió sobre Parada en su columna habitual Slobodna Dalmacija, elogiándola como «un ejemplo de manipulación artística malévola, donde el autor usa sin vergüenza la horrenda técnica de lo políticamente incorrecto para hacer una película, que cuando se ve de forma global, no puede ser más políticamente correcta».
Mima Simić, una activista LGBT croata, mencionó la película y su éxito comercial durante una entrevista para BH Dani, denominándola «obra calculada y astuta cuyo principal objetivo es recuperar audiencia en la antigua Yugoslávia y ganar los mercados occidentales». Además, ella piensa que el tema de los derechos de los homosexuales como símbolo de la transición en la Europa orientas es «una mina de oro de la que Dragojević se va a aprovechar». Termina diciendo que la película muestra que los Balcanes están empezando a entender que «no está realmente bien dar palizas a los gais».
Simultáneamente a su éxito en casa, Parada empezó a ser noticia y recibir buenas críticas en el extranjero. Uno de los primeros en hacerse eco fue Canning's de web internacional LGBT Care2, seguidas por una noticia en Screen International indicando que la película estaba teniendo una gran taquilla en los cines de Serbia y Croacia. También fue objeto de una crítica positiva de Phil Hoad en su blog de la web de The Guardian.
Con su exhibición en la Berlinale de 2012, Parada fue objeto de noticias positivas en los medios de comunicación de masas mundiales como Reuters, Der Spiegel, Agence France-Presse, y L'Orient Le Jour, además de la prensa on como Gay Star News, Splitsider, y EuropaQuotidiano.
Tras la decisión de la iglesia católica de vetar la película en Dubrovnik Parada fue noticia en Associated Press además de en Reuters.

## Críticas

### Serbia
En la prensa escrita de masas la película fue recibida en general con críticas positivas. Dubravka Lakić Politika dijo que «empleando humor superficial y ocasionalmente poco culto proporciona bromas efectivas y puyas rápidas», Dragojević hizo una «película que se deja ver perfectamente, con ritmo populista que envía una llamada a la tolerancia y un mensaje de que el amor siempre triunfa».
Milan Vlajčić de Blic califica a la película como una «comedia amargamente desenfadada que se separa significativamente de lo que generalmente constituye una situación cómica en Serbia». Compara  el «humor descontrolado y ligeramente anarquista, de jerga callejera, que juega con los estereotipos» de Parada con el de Los productores de Mel Brooks y el de Ninotchka de Ernst Lubitsch, concluyendo que Dragojević «evitó la moralización banal con la película mientras recoge estereotipos graciosos».
Pavle Simjanović de Danas compara algunos aspectos de Parada con The Birdcage de Mike Nichols e incluso con ¡Que vienen los rusos! de Norman Jewison mientras que expresa su preocupación porque la película de Dragojević film no tendrá el efecto esperado de «librar a la mayoría tozuda de sus fobias contra esta minoría estigmatizada» porque el director en algunos puntos deja de hacer comedia para en su lugar crear un panfleto político.
La película tuvo la crítica más encendida de Miroljub Stojanović que escribió en la revista NIN que ve Parada como «una película sin concesiones, sutil, principalmente inteligente y sobre todo, que examina la Serbia actual con tal minuciosidad que posee todas las cualidades de hiperrealismo.» Concluye diciendo que Parada no es solo una radiografía de la sociedad serbia sino que es una resonancia magnética.
En una artículo del portal de radio y televisión B92 Slobodan Vujanović opina que a pesar de los muchos fallos de la película, Parada es sobre todo una señal de valentía y virtud de Dragojević. Además cree que «esta comedia satírica con triste final» es una «crítica dura, arrogante, objetiva y airada a nuestra sociedad además de a la naturaleza sociopática de algunos habitantes de la antigua Yugoslavia a los que no les importa empaparse de sangre humana hasta los codos, pero que no les atraparán ni muertos estrechando la mano de un maricón». En cambio Vujanović desaprueba moralmente los aspectos cómicos de Parada y sus sátiras, especialmente en lo relativo a los personajes arquetípicos de los antiguos adversarios de guerra que «todos ellos son psicópatas envueltos en cosas horribles durante la guerra» y reciben una redención inmerecida.
Las críticas de los medios en línea serbios son más diversas. Aunque la califica con aprobado Đorđe Bajić Popboks no le gusta el tono general de la película y su «falta de tacto y sutileza», concluyendo que «da en la diana cuando proporciona pasatiempo provocativo y ligero, pero falla cuando trata de ser algo más que eso». La crítica de KakavFilm.com es esencialmente más de lo mismo, mientras que en la crítica publicada en Filmovanje.com se opina que Parada no puede haber sido una película más grande y Dragojević más directo, valiente y útil, concluyendo que «a ratos, crees no estar seguro de si estás viendo Tesna koža o Šišanje». Escribiendo en el portal de ultraderecha E-novine Vladan Petković fue extremadamente crítico, opinando que Parada «no es más que un truco de marketing» y cita como su principal problema el hecho de que «los protagonistas son caricaturas mientras que los antagonistas son estereotipos». Continúa diciendo que «Dragojević hizo lo que pudo para envolver la película con diálogos inteligentes y así proporcionar nuevo material para la actividad favorita de la audiencia de los Balcanes - hacer citas agudas de películas. Y debo decir que me he reído varias veces con algunas bromas, pero para que sea un trabajo bien hecho, la película debe ser buena como una unidad completa (como Maratonci..., Ko to tamo peva, Varljivo leto '68, Kako je propao rokenrol...), lo que Parada no es. Se queda en el ámbito de joder la marrana camuflada de incorrección política». Por otro lado Marko Radojičić de medio.rs da a Parada una crítica particularmente favorable, elogiando el reparto, la dirección, la atención a los detalles, además del mensaje general, y City Magazine da a la película otra crítica elogiosa, denominándola la mejor obra de Dragojević. La película también fue reseñada por Slobodan Georgijev en BalkanInsight.

### Bosnia y Herzegovina
Aunque no ha sido reseñada de forma general, recibió críticas negativas de Branko Tomićen el periódico Nezavisne novine' de la República Srpska que recomendó el tráiler de la película pero reprende a Dragojević por «no ser lo suficientemente valiente para sacudir a Serbia de su letargo mostrando un apasionado beso homosexual». Cree que el público tenía una gran expectación por las películas por el tráiler y las anteriores obras del director pero que se encontró con una película que desaparecerá pronto de las mentes de los espectadores tan pronto como salgan de los cines.
Aunque no se empezó a proyectar en los cines de la Federación de Bosnia y Herzegovina hasta el 25 de enero, Parada ya había recibido críticas en línea mucho antes de esa fecha. Mirko V. Ilić de depo.ba le dio a la película una crítica negativa, opinando que era «una mezcla de comedia camp (los 100 primeros minutos) y un drama por las dos Serbias (el resto de la película)» y calificó a la primera de «sólida, bien dirigida y no mala» y la segunda de «inaguantablemente mala». Además opina que la película es calculadora y poco honesta por no mostrar un beso gay y piensa que «la película no ayudará a curar al Belgrado balcanoide cuyo representante destacado es el propio Dragojević a juzgar por sus películas anteriores».

### Croacia
Vjesnik publicó una crítica positiva en la que Božidar Trkulja opinaba que Parada trataba sobre varias formas de amor, en la que Dragojević «mezcla y encaja con habilidad una experiencia cinematográfica compacta, llena de humor y placentera».
La crítica de Jurica Pavičić en Jutarnji list' está marcada por la afirmación de que «el talentoso y cínico Dragojević que principalmente tiene la propensión y la capacidad para el ridículo y cuyas anteriores películas están construidas con un sarcasmo superior y a menudo antipático ... finalmente ha conseguido algo que nunca había hecho antes - una película con mucha ternura». Entre medias compara algunos aspectos de Parada con películas de Akira Kurosawa y John Sturges, Pavičić elogia a los actores, critica el diseño de producción y concluye alabando Parada como un «trabajo adorable, desvergonzado y deliberadamente populista que te da una amarga lección política envuelta en algodón de azúcar».
Escribiendo en Novosti, el semanal dirigido a los serbios de Croacia, Damir Radić da a la película una crítica extremadamente negativa, opinando que Dragojević «Dragojević volvió a la hiperbolización de los estereotipos, tanto gais como étnicos, con el fin de ser ideológicamente controvertido, así como, a través de populismo, atraer al gran público, todo lo cual hubiera estado bien si la película hubiera sido divertidísima, pero predominantemente no tiene gracia y a medida que avanza cada vez es más aburrida». Además reprende a Dragojević por «la pérdida de ritmo dramático» y le llama la atención «la malicia ideológica que el director ya exhibió anteriormente en Lepa sela lepo gore y ahora continúa a través del personaje del narcotraficante albanés que no solo es el más deplorable de todos los criminales del grupo multiétnico, sino que además tiene hábitos sexuales perversos como haber tenido relaciones sexuales con una cebra que le contagió una enfermedad de transmisión sexual, todo lo cual es supuestamente gracioso».
Mladen Šagovac de moj-film.hr se centra más en los aspectos políticos Parada que en los estilísticos en su favorable crítica, en este sentido elige al personaje de Mirko «cuya transformación de un gay afeminado y débil en una persona combativa representa una llamada a la razón y un grito de guerra que sin duda servirá para suavizar los extraños puntos de vista antigay de raíz nacionalista de la gente de todos los Balcanes». Marcella Jelić de tportal.hr dio a Parada una crítica negativa, opinando que Dragojević tomó «una serie de decisiones moralmente muy problemáticas, la más obvia es la de presentar a criminales endurecidos, chovinistas, especuladores de guerra y matones como personajes simpáticos y encantadores». Concluye afirmando: «Aun así, yo perdonaría todos los defectos que tiene si Parada fuera realmente divertida, pero no lo es, salvo en raros momentos. Tal como está su única gracia salvadora es su noble objetivo que justifica los medios. Es una lástima que sus medios sean tan aburridos». A Robert Jukić de film-mag.net tampoco le gusta la película, opina que es «un producto bastante desigual que oscila entre la comedia y el drama en el que Dragojević clava los dientes en algunos temas de actualidad como la corrupción y la especulación con la guerra, pero el resultado final es flojo y distante». Además piensa que su humor es forzado y complaciente mientras que expresa sus dudas de que la película fuera de interés para el público que acude al cine en Croacia «porque la homofobia no es un problema tan grande en nuestro país como lo es el vecino».

### Eslovenia
En Eslovenia la película fue acogida mayoritariamente con críticas favorables, como las publicadas en Delo, en Progledi por Spela Barlic, o la titulada el «Brokebak mountain balcánico» en Planetsiol.net.

### Resto del mundo
Con su exhibición en la Berlinale de 2012 la película empezó a tener críticas del resto del mundo. 
Mark Adams  en Screen International' la denomina «desafío rudo y cachondo a la homofobia balcánica» y la elogia su «pasaje a la comedia abierta que revela sus estereotipos y no toma prisioneros» además de a Dragojević por «dirigir con una buena dosis de inteligencia y ser muy consciente de que sus nada sutiles personajes ofrecen una visión entretenida del choque cultural entre el brutal machismo de los Balcanes y una comunidad gay».
En cambio a Jay Weissberg de Variety no le gusta mucho la película diciendo que: «»Parada se ve a sí misma como una sátira genial, pero las caricaturas cansinas y pesadas de Srđan Dragojević son simplemente vergonzantes. Usar tópicos - hombres homosexuales afeminados y nacionalistas supermachistas - para convencer al público de hacer frente a su homofobia podría funcionar con alguien que todavía piense que Paul Lynde es fresco, pero para los espectadores que han visto las películas de temática gay desarrolladas a partir de los 1970 se estremecerán con esta ingenuidad bien intencionada pero irremediablemente obsoleta farsa.
Por otro lado recibe una crítica positiva del Hollywoodreporter: «En esta comedia hilarante y picante dirigida por Srdjan Dragojevic un gánster homófobo se encarga de proteger una marcha del orgullo gay en Belgrado».

## Premios

### Serbia
- Fipresci Srbija - mejor película de 2011.
- Fipresci Srbija - Nikola Kojo - mejor interpretación masculina 2011.

### Internationales
- Premio Panorama para película de ficción del público del Festival internacional de Berlín 2012.
- Premio del jurado ecuménico de la Berlinale - mención especial
- Premio de los lectores de "Siegessäule". Premio Teddy